# Twice Colonized
|  | Denne artikel er oprettet af botten Steenthbot ud fra en ekstern database. Den kan derfor have sproglige fejl eller mangler. Denne skabelon kan fjernes efter kontrol af indholdet. |

Twice Colonized er en dansk dokumentarfilm fra 2023 instrueret af Lin Alluna (en).

## Handling
TWICE COLONIZED fortæller historien om den grønlandske menneskerettighedsaktivist Aaju Peter (en), som har dedikeret sit liv til kampen for inuit i hele Arktis. Da en tragedie rammer blandt Aajus nærmeste, begiver hun sig ud på en personlig rejse for at konfrontere sin fortid og samtidig sikre oprindelige folks demokratiske ret og uafhængighed. Men er det muligt at ændre verden og hele sine egne sår på samme tid?
Filmen følger Aaju Peters arbejde i både Grønland, Danmark og i hendes nye hjemland Canada, hvor hun i dag er bosiddende og hvorfra hun kæmper for oprindelige folks rettigheder på globalt plan.